# Labancok

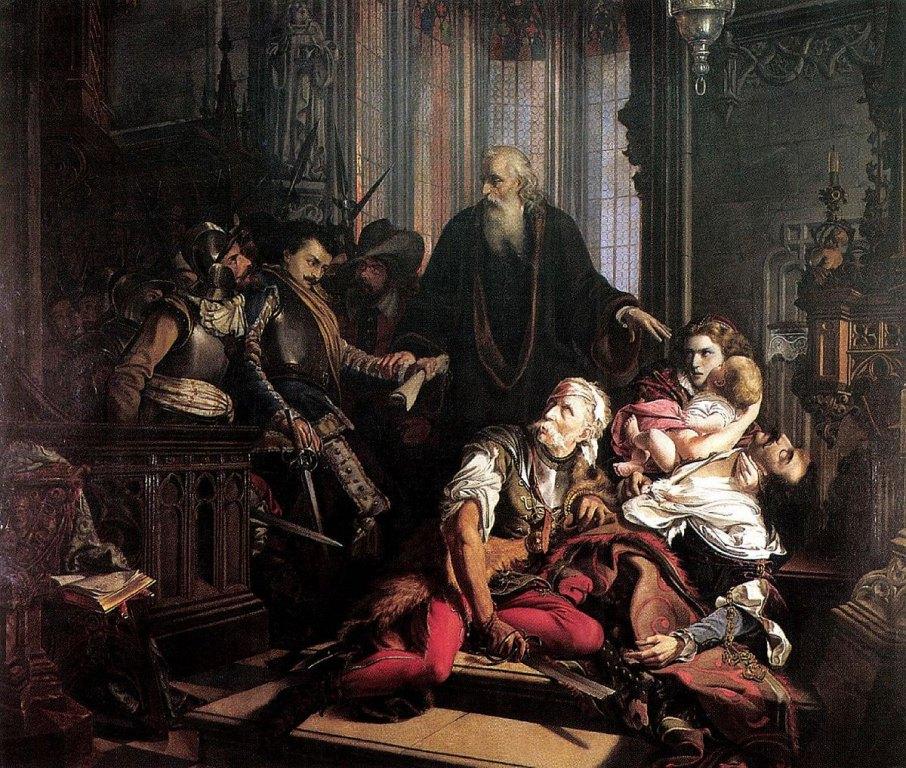
Madarász Viktor: Kuruc és labanc, a Herendi Porcelánmúzeum tulajdona

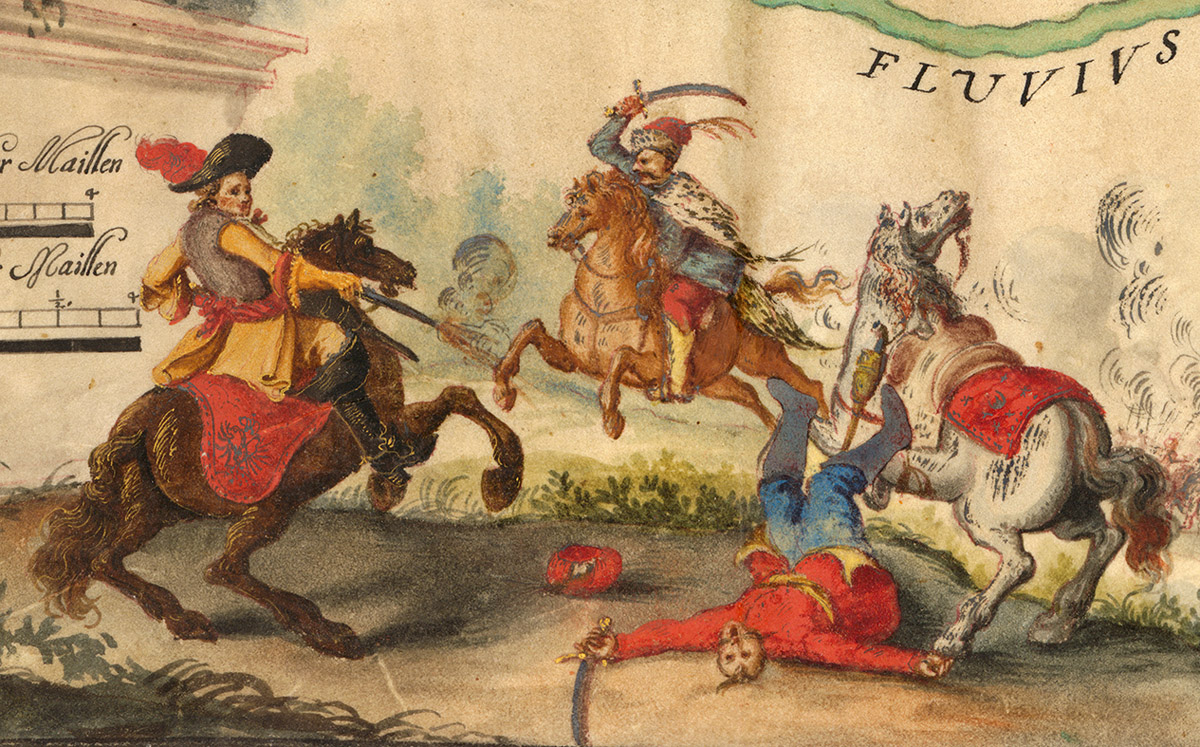
Kuruc-labanc összecsapás

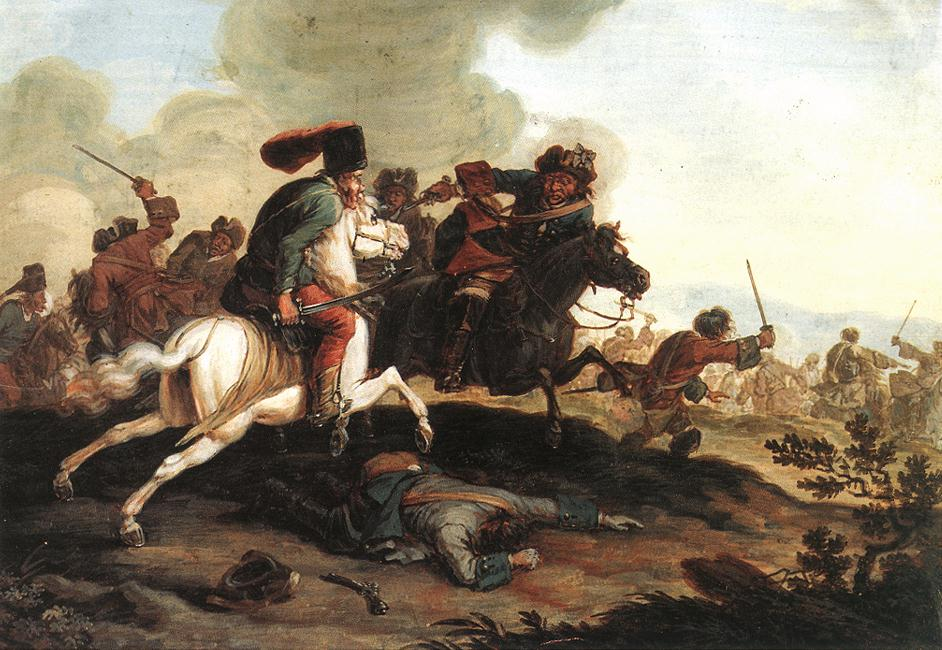
Kuruc-labanc csatajelenet

A labancok (laboncok, loboncok) a 17–18. században, elsősorban a Thököly vezette felkelés és a Rákóczi-szabadságharc idején Magyarországon tartózkodó, többségében német Habsburg-hű csapatok és a dinasztia magyar párthíveinek elnevezése volt. Velük szemben álltak a kurucok.

## A név eredete
A labanc név eredetére számos elképzelés él:
- A magyar eredetű hasonló lobonc, loboncos szóból származhat, mely a bécsi udvarban divatos nagy parókára utalt. A lafanc szó is adhat magyarázatot, hisz ez lompost, rongyost jelent. A kurucokat gúnyoló Otrokocsi Fóris Ferenc szerint nem is gúnynév, hanem a lobbancs (azaz gyújtó, hevülő) szóval azonos.[2]
- Egy népszerű változat szerint a német Lauf Hans! (a. m. Fuss János!) elferdített összevonása.[2] Azonban a Tudományos és Köznyelvi Szavak Magyar Értelmező Szótára szerint ez téves.[3]
- A szónak lehet francia eredete is a "Le Blanc"-ból (ejtsd: löblan), melynek jelentése "fehér". Ez arra vezethető vissza, hogy a korabeli osztrák katonaság döntő többsége (főleg a gyalogosok) fehér egyenruhát viselt. Rákóczi udvarában nagyon sok francia kiképzőtiszt szolgált. Valószínűleg tőlük vehették át a magyarok a kifejezést, miután a franciák az osztrákokat gyakran "löblan"-okként (kicsit magyarosítva löbancokként), azaz a fehérekként emlegették.

## A labanc szó jelentésváltozásai
A kurucokkal szemben a labanc szó a kora újkori Habsburg-ellenes rendi függetlenségi harcok idején nem vált önelnevezéssé. A kuruc felkelők labancok alatt elsődlegesen a Habsburgok külföldi katonaságát értették (a Csínom Palkóban „Az labancság takarodjék / Nemes országunkból” szerepel), majd a szót némi jelentésmódosulással a bécsi udvar magyarországi híveire is alkalmazni kezdték.
A labanc szó a 19. század óta, a nemzeti történetírás intézményesülésétől fogva negatív jelentéstartalommal bírt, és ezen jelentését gyakorlatilag mindmáig megőrizte. A labanc szó a köznemesi-protestáns szellemű történetírás képviselői számára a gyávaság, ravaszság és hazafiatlanság szinonimája lett. Szekfű Gyula történész írásaiban ugyanakkor az okosan politizáló labanc pozitív alakként jelent meg. A legújabb történelmi munkák általában kerülik a labanc szó használatát, azt az aulikus, udvarhű és királyhű szavakkal helyettesítik.
A 21. századi magyar közéletben továbbra is megtalálható a kuruc-labanc párhuzam, és egyfajta reneszánszként alakulnak kuruc és labanc érzelemvilágot magukénak valló szerveződések.

## Irodalmi vonatkozások

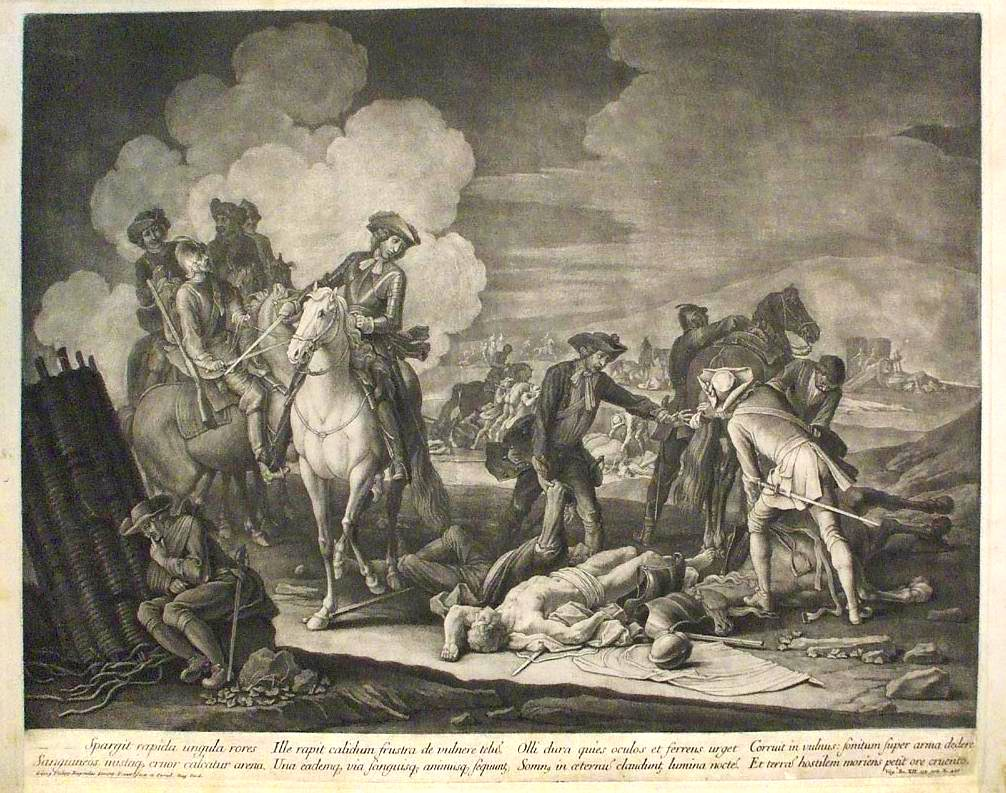
Georg Philipp Rugendas: Labancok csata után

| Ady Endre Bujdosó kuruc rigmusa - részlet Kergettem a labanc-hordát, Sirattam a szivem sorsát, Mégsem fordult felém orcád, Rossz csillagú Magyarország. |